# Pagoda Wongaksa
La pagoda Wongaksa és una pagoda que forma part del temple budista Wongaksa. L'edificació consta de deu pisos amb una alçada de 12 metres al centre de la ciutat de Seül, Corea del Sud, al recinte conegut com a Parc de Tapgol, lloc en el qual porta des de la seva fundació. Ha estat considerada pels historiadors de l'art com un dels millors exemples de l'art de les pagodes construïdes durant la dinastia Joseon. De fet, és l'única que encara es conserva d'aquest període. Forma part dels Tresors Nacionals de Corea, identificat com el segon tresor.

## Etimologia
El nom de Wongaksa ve del nom en coreà Won'gak-gyeong. Aquest pertany a un sutra budista representat amb els símbols 圓覺經. Es tracta del sutra de la Il·luminació Perfecta o la Il·luminació Completa. El rei Sejo el va utilitzar perquè el va trobar molt significatiu pel significat d'aquesta pagoda. L'objectiu del temple era produir còpies del sutra Wongak per tal de reconèixer el poder de Sejo.

## Història
Va ser construïda l'any 1467, durant la dinastia Joseon, tot i que la majoria dels detalls són posteriors. En un inici, el rei Sejo la va encarregar per ser concebuda com una de les parts del Temple de Wongaksa, fundat dos anys abans pel mateix rei. Anteriorment, aquest recinte pertanyia a un temple més antic, un del Període Goryeo. S'ha pogut comprovar la veracitat de la cronologia gràcies a una de les inscripcions localitzada a la part superior. Aquesta ens indica que es tracta d'una construcció de l'any 13 del regnat de Sejo.
Quan la construcció era acabada, per consagrar la Pagoda Wongaksa, es va realitzar una cerimònia col·locant una sèrie de textos sagrats a més de simbologies relacionades amb la flor de lotus i col·locant-hi algunes relíquies al seu interior.
Cap al juliol de l'any 1504, coincidint amb el desè any del regnat de Yeonsangun, es va tancar el temple. Això va ser perquè es va decidir que el temple s'havia de convertir en una casa Kisaeng anomenada Byeolwonwon, posteriorment convertida en oficines governamentals. El contingut que es trobava a l'interior (com les estàtues de Budes) es van enviar al Temple Hwaamsa per part dels monjos que estaven vinculats al temple. Aquests monjos també van ser expulsats per acabar amb el temple.
Cap a l'any 1507, coincidint amb el segon any del regnat de Jungjong, va ser la reina que va encarregar una possible restauració per a la pagoda. Aquesta es va intentar dur a terme durant la dinastia Qing, però a causa d'una forta oposició finalment no es va fer. La construcció de petites cases privades dins del recinte, envoltant el temple, es van construir cap a l'any 1512, en el setè any del rei.

### Reconstruccions

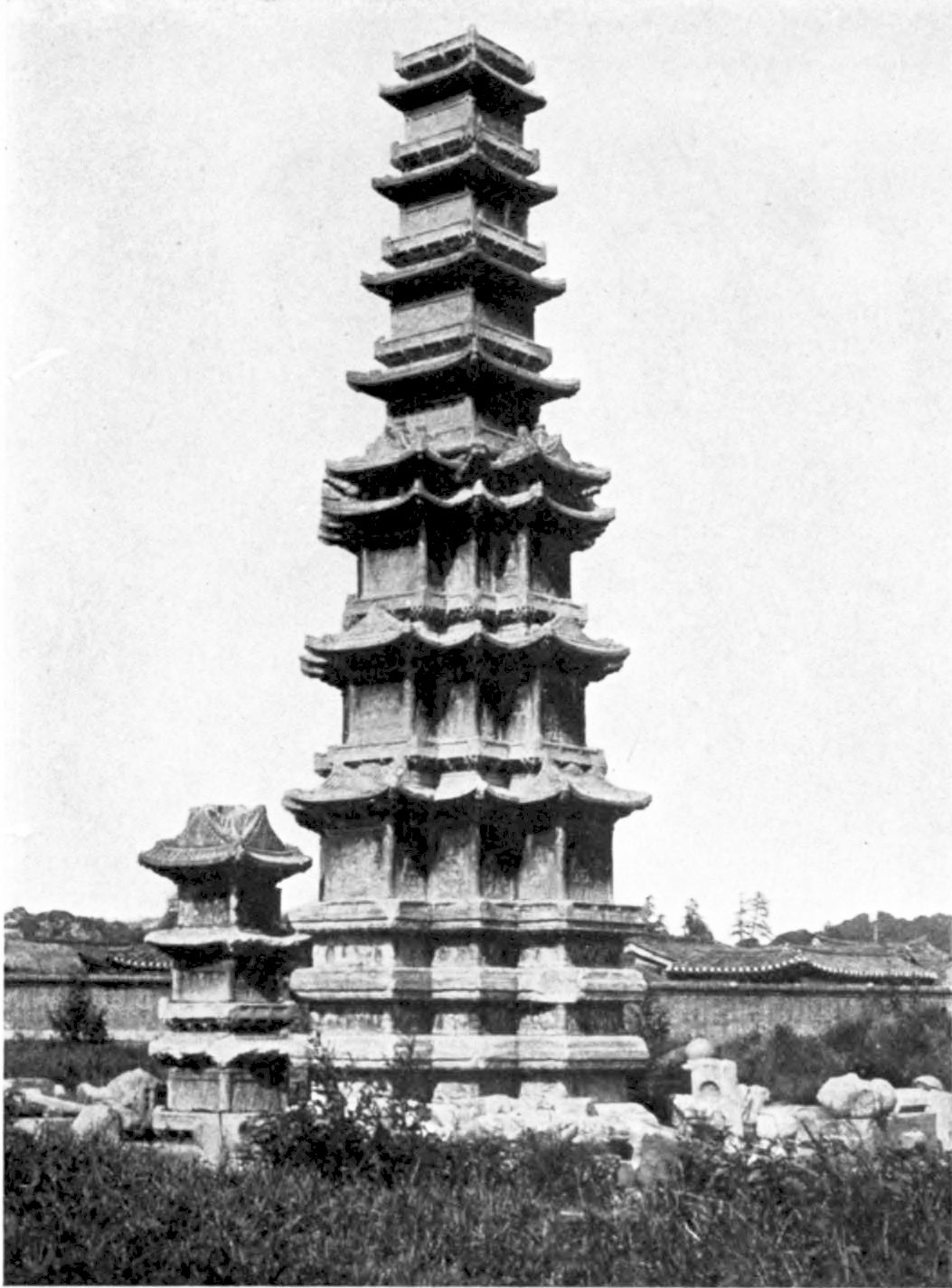
Pagoda amb els tres últims pisos al costat

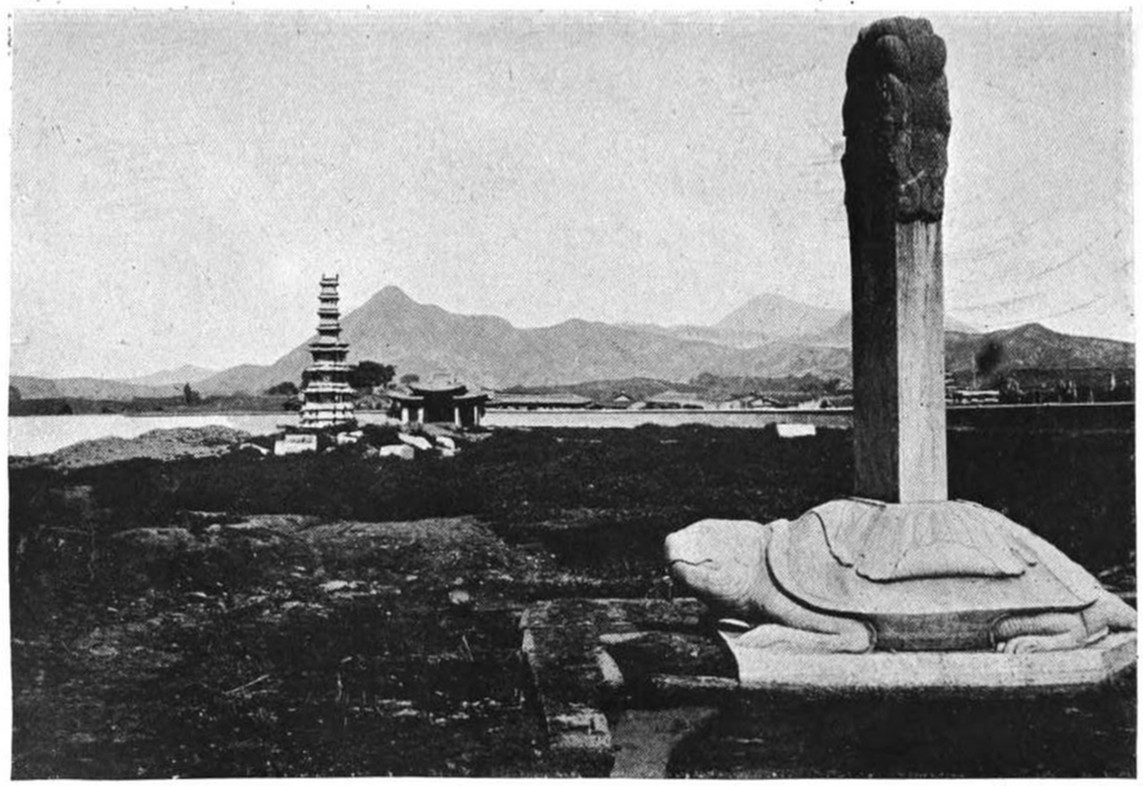
Pedra fundacional i Pagoda Wongaksa després de la destrucció dels habitatges

Entre els anys 1556 i 1565 (dins del regnat Myeongjong) la Pagoda Wongaksa, a causa d'un incendi, va ser destruïda. A més, també van patir nombrosos danys els habitatges del voltant que s'havien fet en els anys anteriors. Durant la Guerra Imjin l'any 1590, els últims tres pisos de la pagoda (els tres més elevats) es van baixar per dipositar-los directament a terra. D'aquesta estructura només hi van quedar la pagoda en si, a més d'una estela que commemorava la data de la fundació. Posteriorment, l'any 1947, es va fer una reconstrucció.
L'any 1915 es va fer la primera publicació referent a una investigació d'aquesta pagoda. Va ser un article publicat per James Scarth Gale (erudit missioner) a partir del qual es va establir la datació correcta de l'obra, a més d'establir la relació amb la Pagoda de Gyeongcheonsa.
L'any 1946, els tres pisos superiors (aquells que havien estat enderrocats en una etapa militar) es van recuperar i ocupar pels caps de les oficines culturals de l'exèrcit estatunidenc. És en aquest període que es fa una restauració per intentar recuperar el seu estat original.

### Ubicació
La Pagoda Wongaksa, en un inici, es va pensar per ser ubicada dins del complex del Palau Gyeongbokgung (el palau principal de la Dinastia Joseon). Originalment, havia de formar part dels terrenys d'un dels recintes perduts, el conegut com a Temple de Wongaksa. Amb les destruccions que va patir, només s'ha conservat la pagoda restaurada. Aquesta, es va ubicar, des de l'any 1946 a la localització actual, dins del Parc de Tapgol.
Dins del Parc de Tapgol podem observar alguns dels Tresors Nacionals de Corea. Era un lloc que originalment era considerat com a temple budista però la zona, cap a l'any 1897, va ser reacondicionada i convertida en el primer parc públic de tota la ciutat de Seül. Això va ser obra d'un dels assessors del rei Gojong. En la mateixa ubicació també es conserven algunes de les relíquies d'època moderna.
Avui dia la podem veure exposada dins d'una vitrina protectora que l'envolta per tal de protegir-la dels fenòmens atmosfèrics com és la pluja àcida.

## Descripció

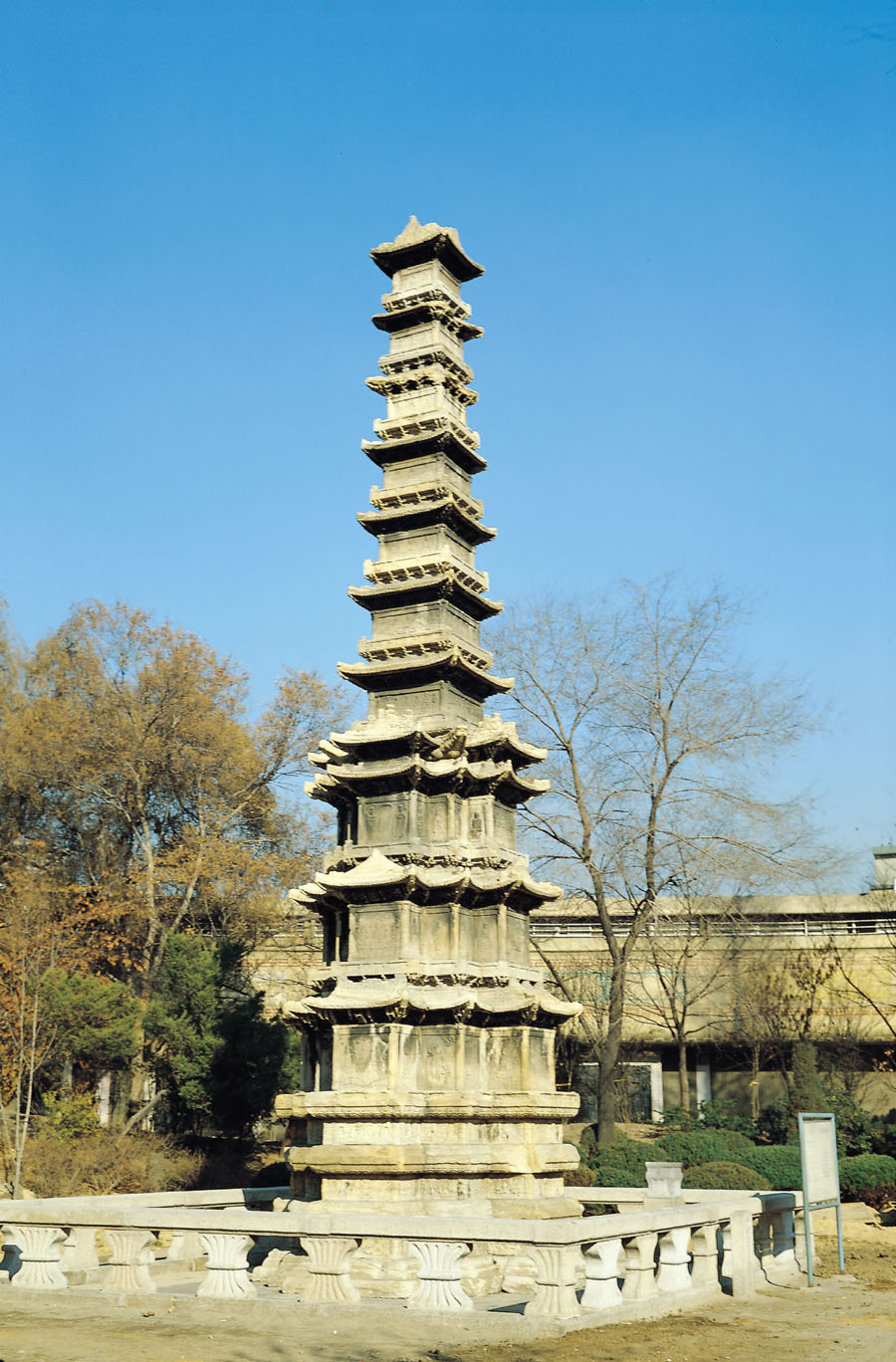
Pagoda Wongaksa abans de ser tancada en una vitrina

Es tracta d'una arquitectura de deu pisos feta de marbre. El fet que la pagoda estigués feta d'aquest material és un inusual, donat que aquestes, en el territori coreà acostumaven a fer-se en granit (material que abundava dins de la península). Estilísticament, va ser pensada per simular ser una talla de fusta. És l'única pagoda que es conserva d'època de la dinastia Joseon (1392-1910), una etapa marcada pel confucianisme.

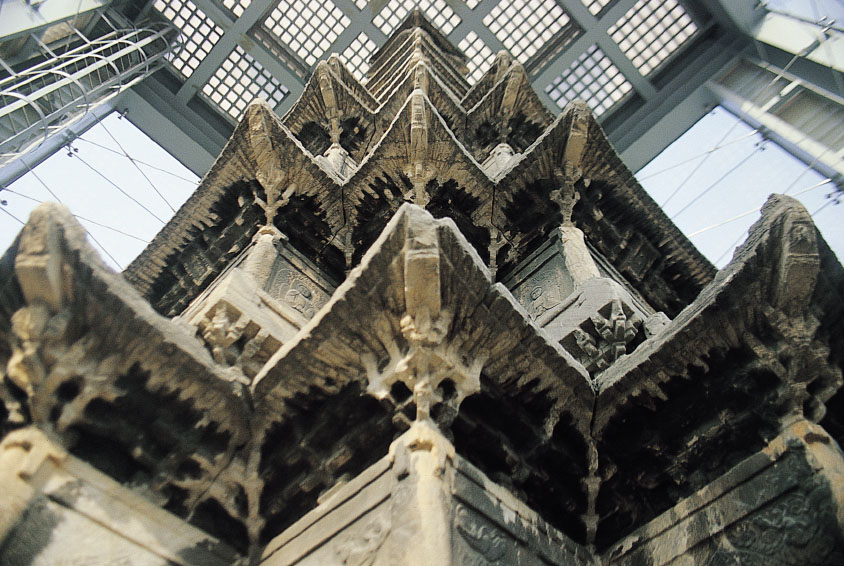
Teulades dels pissos de la pagoda

Com a base de la pagoda tenim un pedestal, el qual sustenta els tres nivells de la part superior. Aquests primers nivells són de forma poligonal, encara que també s'ha identificat com a similar al caràcter xinès 亞 si l'observem des de la part més elevada. Trobem que, la part baixa es compon de tres pisos que conformen el que anomenem com a base (el que seria l'equivalent a l'estilòbata a l'arquitectura clàssica) donat que són de majors mides. Aquesta base sustenta els set pisos superiors, aquests si de mides més reduïdes i de forma quadrangular. Aquests pisos conformen el que seria l'alçada de la construcció. La forma de la pagoda, si es mira des d'una perspectiva aèria, presenta una estructura en forma d'A pel canvi de mida en els diversos pisos.
Els diferents pisos serveixen a la manera de fris sobre una superfície blanca i grisa (pròpia del marbre) en els quals es disposen tot un seguit de rics gravats i talles creant una estètica harmònica. En ells predominen les imatges de dracs, lleons, fènix, flors de lotus i icones religioses. Dins del conjunt d'imatges religioses no únicament es restringeix a representacions de Budes, sinó que també inclouen imatges de Bodhisattvas i els Quatre Reis Celestials. Aquestes decoracions tenen com a principal objectiu mostrar un aspecte de la història d'una casa tradicional coreana en les columnes, sostres o altres suports decoratius.
|  |  |  |  |

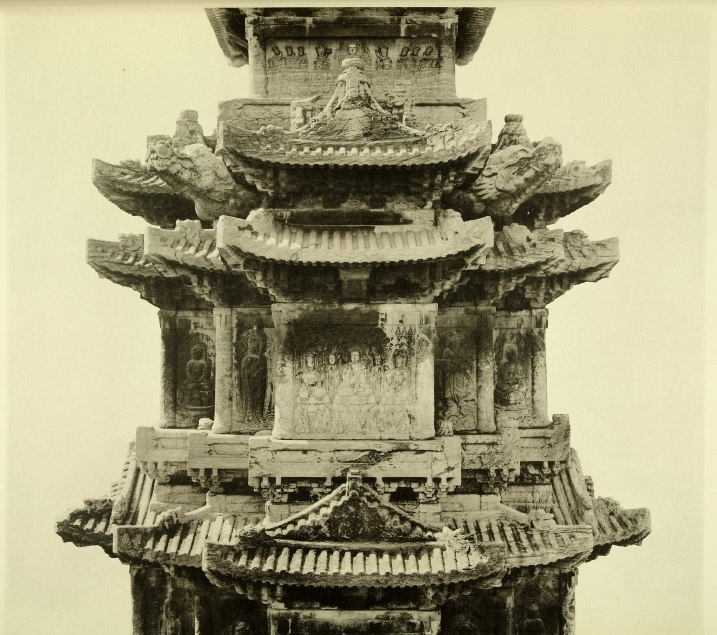
Detall de la separació en relleus

La Pagoda Wongaksa es pot comparar amb la Pagoda de Gyengocheonsa pertanyent al Període Goryeo (918-1392). Ambdues compleixen la mateixa estructura de deu pisos i gairebé consten de la mateixa qualitat en els seus detalls. Es diferencien en el fet que, aquesta última, va ser construïda en granit.

Detall de les columnes que sustenten els pissos

L'obra s'estructura mitjançant columnes per sustentar tot el seu pes. A més, intenta imitar l'estètica de les pagodes fetes en fusta, amb les cobertes presents a les teulades. Per simular la fusta, fa servir unes teulades com a sostres independents de cada un dels pisos. A la part superior, trobem un gravat que ens dona la informació de la data en la qual es va realitzar. Aquesta ens diu que va ser una pagoda instal·lada a l'any 1467. Actualment, és considerada com una de les obres mestres pel que fa a la seva elaboració i el domini de les tècniques emprades.

## Tresor Nacional de Corea i conservació

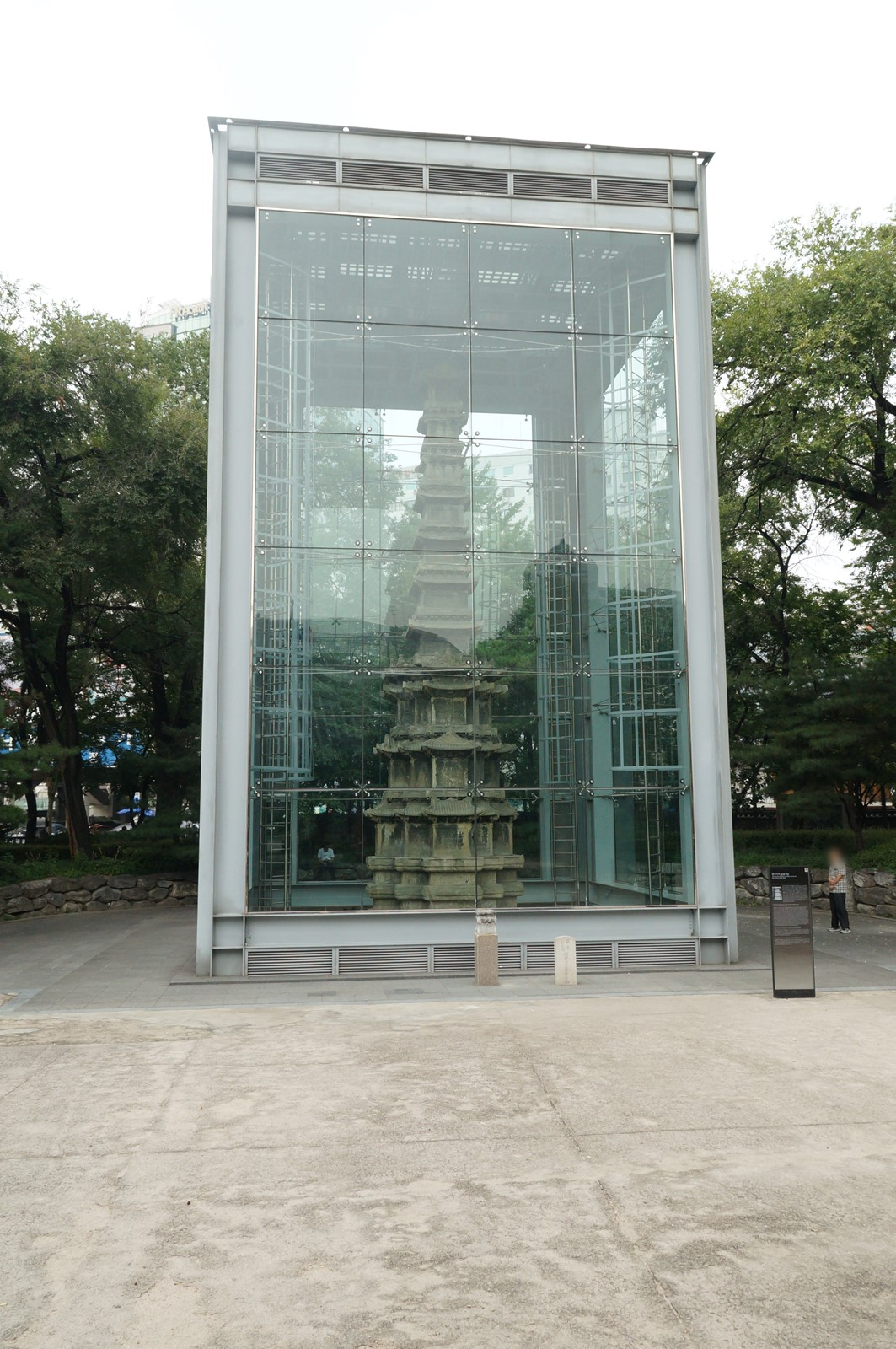
Actual estat de la Pagoda Wongaksa

### Tresor Nacional de Corea
Actualment, es considera com una obra mestra per la gran qualitat dels gravats, a més de ser escenes úniques fetes en excel·lents tècniques de talla. Per aquest motiu, a més de ser un dels millors exemples de l’art de la Dinastia Joseon, el 12 de desembre del 1962 es va ser declarat com al segon Tresor Nacional de Corea. El fet que la Pagoda Wongaksa hagi obtingut aquest títol li reconeix directament el valor com a tresor tangible, és a dir, que se li ha reconegut el seu valor artístic, cultural i històric per part del govern de Corea del Sud. Aquesta és una de les explicacions del perquè la pagoda en l'actualitat la trobem exposada dins d'una caixa de vidre, a més de per garantir la bona preservació del monument.

### Conservació

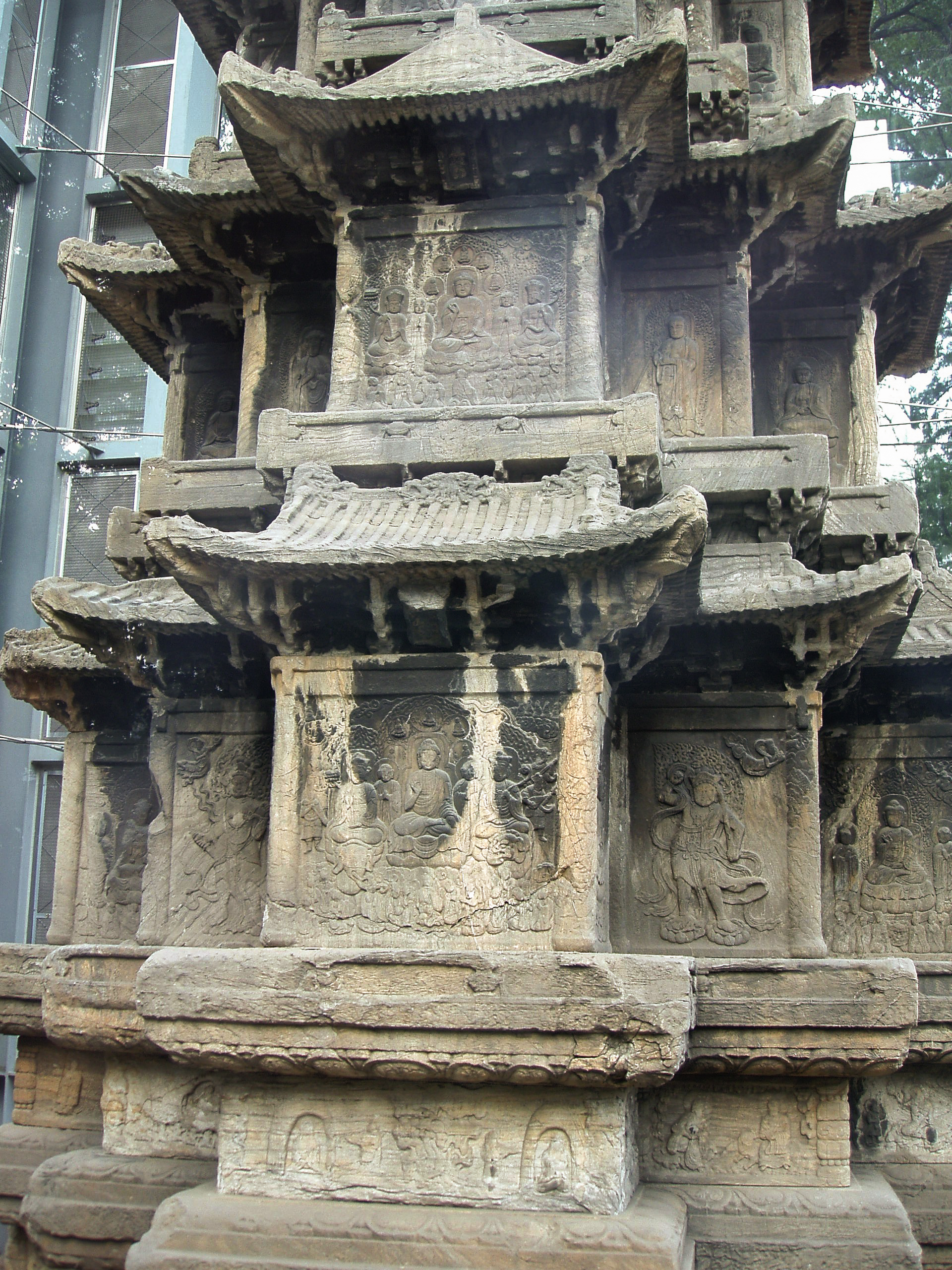
Descalcificacions presents en els relleus de la Pagoda Wongaksa

Pel fet que es tracta d'una obra de deu pisos que es va realitzar l'any 1467 significa que ha estat exposada a l'aire lliure més de 500 anys. El fet que s'hagi disposat sense cap mena de protecció ha portat al fet que es puguin visualitzar algunes esquerdes (classificades en estructurades i microfisures) a la superfície de la torre, descamacions o erosions a la superfície. A més de danys físics trobem danys químics. Aquests últims es deuen a la corrosió que ha patit la part de la teulada.
En els últims anys s’ha portat a terme en obres considerades com a béns culturals fets de materials petris (ja sigui en marbre com en el cas de la pagoda o en granit) un projecte de la conservació i gestió. Per dur a terme aquesta labor, des de l’any 2014 s’estan fent anàlisis dels danys de l’obra.
Aquesta permanent preocupació per l'estat de conservació de la pagoda sorgeix ja des del 1998, any en el qual el seu deteriorament comença a ser notòriament visible. Per a reforçar els laterals de l'obra es van fabricar unes estructures rectangulars de ferro les quals protegeixen els cantons i permeten el pas de l'aigua. Aquestes estructures van haver de ser restaurades l'any 2013, a més de construir uns sostres diagonals a les parts superiors.
Entre els anys 2005 i 2008 es va realitzar una exhaustiva neteja de la pagoda la qual consistia en retirar la superfície de pols acumulada.